# Black Lake, Saskatchewan
Black Lake är en ort i Kanada.   Den ligger i provinsen Saskatchewan, i den centrala delen av landet, 2 500 km nordväst om huvudstaden Ottawa. Black Lake ligger 312 meter över havet och antalet invånare är 1 070. Den ligger vid sjön Black Lake. Stony Rapids Airport ligger i närheten.
Terrängen runt Black Lake är platt. Trakten runt Black Lake är nära nog obefolkad, med mindre än två invånare per kvadratkilometer.. Black Lake är det största samhället i trakten.